# 泊头清真寺
38°03′49″N 116°33′45″E / 38.06361°N 116.56250°E
泊头清真寺位于中国河北省泊头市城内，是河北现存时代最早、规模最大的清真寺，2001年被列为第五批全国重点文物保护单位。
泊镇回民聚居始于元代，明永乐二年（1404年）在此建清真寺，崇祯年间扩建。泊头清真寺分主寺和女寺两部分，共有建筑二十余座，建筑面积约3000平方米。
此前，该寺曾以泊镇清真寺为名于1982年7月23日入选第二批河北省文物保护单位。